# توماس بوند (طبيب)
توماس بوند (بالإنجليزية: Thomas Bond)‏ ـ (2 مايو 1712 ـ 26 مارس 1784) هو طبيب وجراح أمريكي. دَرَس الطب في إنجلترا وتأثر بالطريقة الإنجليزية في تنظيم وإدارة المستشفيات، فاشترك مع بنجامين فرانكلين سنة 1751 في تأسيس مستشفى بنسلفانيا، وهو أول منشأة طبية في المستعمرات الأمريكية، كما تطوع بالعمل والتدريس في المستشفى.

## حياته وتعليمه

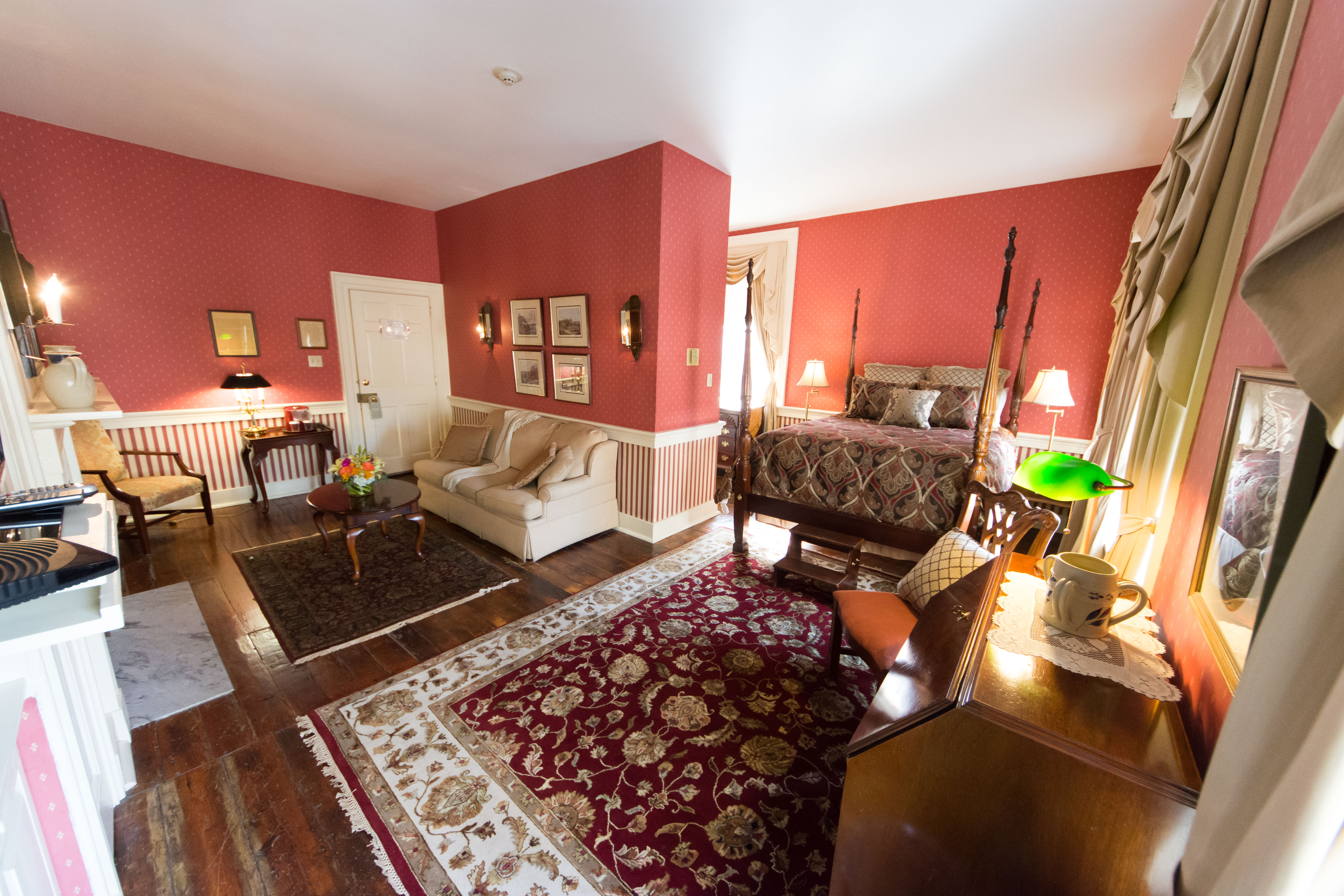
غرفة الدكتور توماس بوند

ولد بوند في مقاطعة كالفرت (ماريلاند)، وهو الثالث من خمسة أبناء لريتشارد بوند وإليزابيث تشو. انتقلت العائلة إلى فيلادلفيا بينما كان توماس شابا. بدأ تدريبه الطبي في أنابوليس لكنه سافر إلى باريس وإنجلترا في 1738 لإكمال تدريبه. وعاد إلى فيلادلفيا في 1739. في 1743، ساعد توماس صديقه بنيامين فرانكلين بانشاء الجمعية الأمريكية للفلسفة. بعد أن شكل رأيا مواتيا للمستشفيات البريطانية خلال دراسته، بدأ بوند في محاولة لجمع الأموال في عام 1750 لتأسيس مكان للرعاية للمرضى وخاصة للفقراء. شارك مع صديقه فرانكلين في تأسيس مستشفى بنسلفانيا.
لفتت المستشفى الانتباه بشكل سريع ولا سيما في مجال رعاية الأمومة والمعاملة الإنسانية للمرضى. تطوع بوند كجراح لأكثر من ثلاثة عقود. بعد بضع سنوات من افتتاح المستشفى، انضم إليه شقيقه الأصغر، فينس بوند، الذي كان أيضاً طبيباً ماهراً.
حصل الدكتور بوند على سمعة عالية كجراح. سافر له العديد من المرضى للاستفادة من خبرته الجراحية. قام بأول عملية استئصال لحصوة في الولايات المتحدة في مستشفى بنسلفانيا في أكتوبر 1756 ووضع جبيرة لكسور في الجزء السفلي من الذراع، والمعروفة باسم «جبيرة بوند». وفي عام 1737، كان أيضا واحدا من سبعة أطباء الذين قاموا بالتوصية العلنية لاستخدام التلقيح ضد الجدري. كما عمل توماس بوند أيضا كأمين من جامعة بنسلفانيا. في 1766، بدأ المحاضرات السريرية لتعليم طلاب الطب. حصل على لقب «أب الطب السريري». وتُعرف اليوم جمعية خريجي مستشفى بنسلفانيا باسم جمعية توماس بوند.

## خلال الحرب الثورية
عندما اندلعت حرب الاستقلال الأمريكية، أنشأ بوند أول مستشفى ميداني أمريكية خلال النزاع. كما كان عضوا في لجنة السلامة المحلية خلال الحرب. عمل كطبيب شخصي لديبورا ريد، زوجة بنيامين فرانكلين، وكان معها خلال لحظاتها الأخيرة بينما كان فرانكلين في فرنسا.

## حياته الشخصية
تزوج توماس بوند من سوزانا روبرتس ابنة إدوارد روبرتس، عمدة فيلادلفيا. تزوجا في عام 1735، وكان معها طفلان. تزوج مرة أخرى بعد وفاتها المبكر من سارة ويمان وكان له سبعة أطفال.
تُوفى الدكتور توماس ودفن في ساحة كنيسة المسيح في فيلادلفيا.

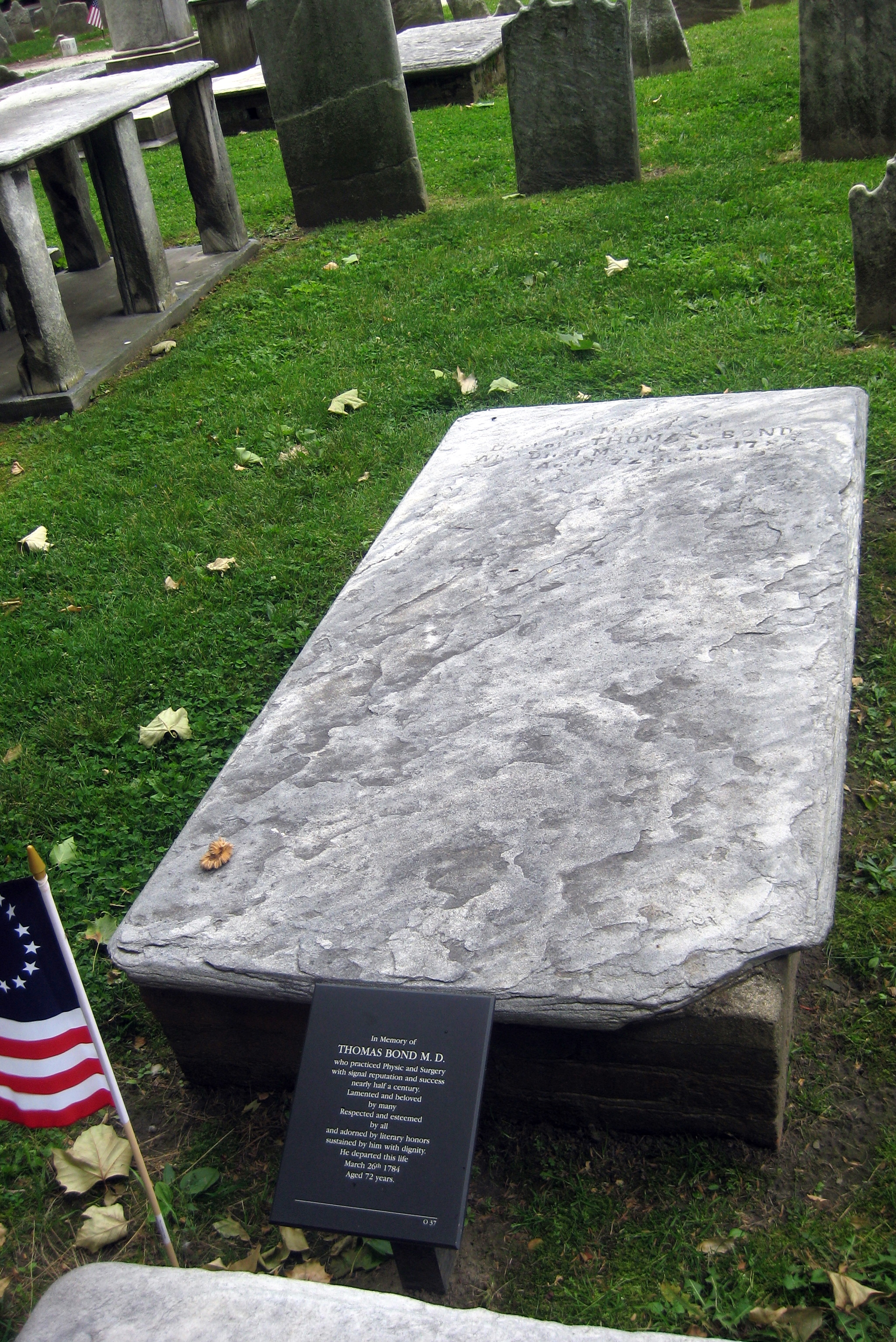
قبر توماس بوند في فيلادلفيا

## روابط خارجية
- توماس بوند وتاريخ مستشفى بنسلفانيا
- منزل توماس بوند، فيلادلفيا، بنسلفانيا، الموقع الإلكتروني